# Jozef Hrablík
Jozef Hrablík (* 7. prosince 1942) je bývalý slovenský fotbalista, útočník.

## Fotbalová kariéra
V československé lize hrál za Spartak Plzeň a ZVL Žilina. Dal 6 ligových dólů.

## Ligová bilance
| Ročník                                   | Zápasy | Góly | Klub           |
| ---------------------------------------- | ------ | ---- | -------------- |
| 1. československá fotbalová liga 1962/63 | -      | 1    | Spartak Plzeň  |
| 1. československá fotbalová liga 1966/67 | -      | 5    | Jednota Žilina |
| 1. československá fotbalová liga 1967/68 | 6      | 0    | Jednota Žilina |
| CELKEM                                   | -      | 6    |                |